# Angie Harmon
Angela Michelle Harmon (Dallas, 10 de agosto de 1972) é uma atriz norte-americana, mais conhecida pela personagem Abbie Carmichael, uma promotora na série Law & Order e como Jane Rizzoli na série policial Rizzoli & Isles.

## Biografia
Harmon passou a maior parte da vida diante das câmeras. Filha de modelos, ela começou a trabalhar no ramo ainda bebê. Aos 15 anos, venceu 63 mil participantes num concurso para ser capa da revista Seventeen. Depois voltou ao Texas e concluiu o ensino médio na Highland Park High School.
Após se formar, Angie dividiu seu tempo entre Nova York e Los Angeles, onde começou a estudar interpretação. Sua estreia no cinema aconteceu em Lawn Dogs, filme independente dirigido por John Dulgan e coestrelado por Sam Rockwell. Na televisão, sua estreia foi na série C-16: FBI, produção da ABC coestrelada por Eric Roberts. Seu currículo na televisão inclui ainda Baywatch Nights e Secrets of a Small Town, da ABC.
Outros destaques no cinema foram Agent Cody Banks, Glass Houses: The Good Mother e Seraphim Falls, este último estrelado por Liam Neeson e Pierce Brosnan.
Mais recentemente interpretou papéis como agente da polícia nas séries Women's Murder Club e Rizzoli & Isles.

## Filmografia
- She-Hulk (2013)
- Seraphim Falls (2006)
- Glass Houses: The Good Mother (2006)
- End Game (2005)
- Fun with Dick and Jane (2005)
- Deal, The (2004)
- Agent Cody Banks (2003)
- Video Voyeur (2002)
- Good Advice (2001)
- Corruption (1995)

### Televisão
- 2010-2016 - Rizzoli & Isles (Jane Rizzoli)
- 2010 - Chuck (Sideny Price;1 episódio)
- 2007-2008 - Women's Murder Club (Detetive Lindsay Boxer)
- 2005 - Inconceivable (Dr. Nora Campbell)
- 1999-2000 -Law & Order: Special Victims Unit
- 1998-2001 - Law & Order (Abbie Carmichael)
- 1997 - C-16: FBI (Amanda Reardon)
- 1995 - Baywatch Nights (Ryan McBride)
- 2012-2018 - Belive (Margaret "Marge" McMoles)